# 大众银行 (波多黎各)
大众银行公司（Popular, Inc.）是一家美国波多黎各金融公司，在波多黎各和维尔京群岛以商业名“Banco Popular”开展业务，在美国大陆名为Popular Bank，在加勒比和中美洲的其他地区也有业务。它创始于1893年。

## 历史
该银行于1893年在波多黎各成立，当时该岛仍处于西班牙管辖之下。
2010年开始，该银行曾将其美国大陆分行陆续更名为大众社区银行（Popular Community Bank），2018年改现名。
2014年，它出售了许多美国大陆分行，以削减成本并增加储备金。